# شوتا آوي
شوتا آوي (蒼井翔太 آوي شوتا) هو مطرب وممثل ياباني ولد في 11 أغسطس 1987 في محافظة فوكوي.

## أدواره في الأنمي

### مسلسلات أنمي تلفزيونية
- فانتسي ستار أونلاين 2 ذي أنيميشن - إيتسكي تاتشيبانا
- أص الديناري - هيدياكي توجو (الصوت الثاني)
- قبضة نجم الشمال بنكهة الفراولة - لين
- غضب باهاموت GENESIS - ميكايل
- برينس أوف سترايد ألترنيتيف - تويا ناتسوناغي
- أمراء الغناء 2000% - آي ميكازي
- أمراء الغناء ريفولوشنز - آي ميكازي
- هاندا-كن - سوسكي كوجيكا
- دايف!! - توشيهيكو تسوجي
- ريل غيرل - يوتو إيتو
- بوبتيبيبيك - شوتا آوي
- كاليغولا - كاغيP
- المدرس الملكي هايني - ليخت فون غلانتزرايخ

### أفلام أنمي
- فيلم المدرس الملكي هايني - ليخت فون غلانتزرايخ

## أدواره في ألعاب الفيديو
- غرانبلو فانتسي - إرتا
- برينس أوف سترايد - تويا ناتسوناغي
- ذا كاليغولا إفكت - كينسكي هيبيكي، كاغيP

## ديسكوغرافيا

### ألبومات
- EVE
- UNLIMITED

### أغاني منفردة
- 願い星
- Trans-winter 〜冬の向こう側〜
- ひとしずく
- 君に、風が吹きますように
- 春なのに
- 光のゲンちゃん
- Virginal
- TRUE HEARTS
- 秘密のクチヅケ
- MURASAKI
- 絶世スターゲイト (شارة البداية لمسلسل أنمي فانتسي ستار أونلاين 2 ذي أنيميشن)

## وصلات خارجية
- شوتا آوي على موقع IMDb (الإنجليزية)
- شوتا آوي على موقع ميوزك برينز (الإنجليزية)
- شوتا آوي على موقع قاعدة بيانات الفيلم (الإنجليزية)
- شوتا آوي على موقع ANN person (الإنجليزية)